# Magharibi A (Distrikt)
Magharibi A ist ein Distrikt in der tansanischen Region Unguja Mjini Magharibi. Der Distrikt grenzt im Norden an die Region Unguja Kaskazini im Osten an die Region Unguja Kusini, im Süden an den Distrikt Magharibi B, im Südwesten an den Distrikt Mjini (Sansibar) und im Westen an den Indischen Ozean.

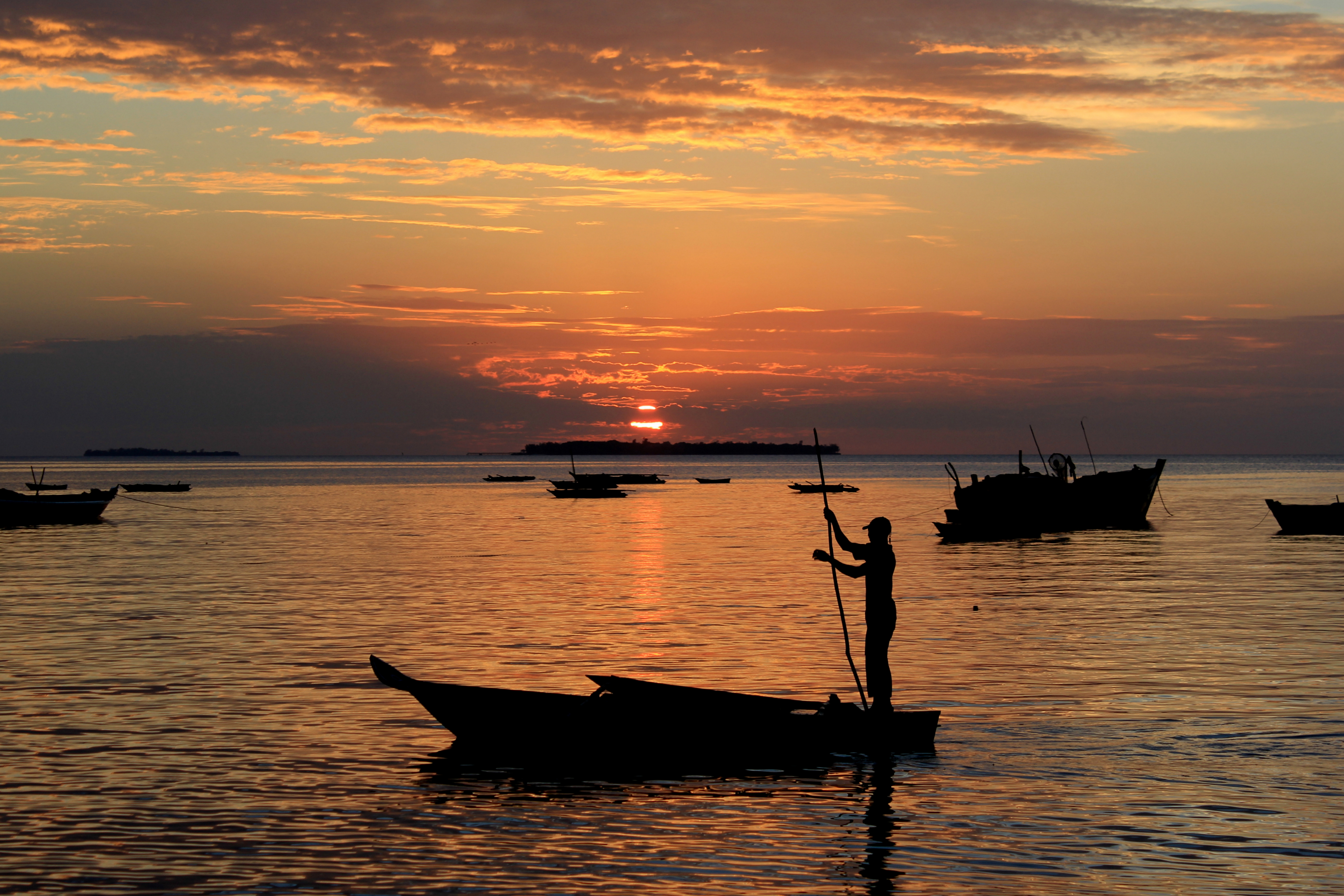
Strand bei Chuini

## Geographie
Der Distrikt liegt an der Westküste der Insel Unguja, nördlich der Hauptstadt Sansibar. Er ist 105 Quadratkilometer groß und hat 329.645 Einwohner (Volkszählung 2022) und gehört damit zu den am dichtesten besiedelten Gebieten von Tansania. Das Klima ist tropisch, Am nach der effektiven Klimaklassifikation. Regen fällt in allen Monaten, es gibt jedoch zwei Perioden mit stärkeren Niederschlägen. In der einen Regenzeit, die „Masikain“ genannt wird, fallen lange Regenfälle. Sie dauert von April bis Mai und es regnet 900 bis 1200 Millimeter. Von September / Oktober bis Dezember fallen 400 bis 500 Millimeter Regen in kurzen Schauern, diese Regenzeit wird auf Suaheli „Vuli“ genannt. Die Temperaturen reichen von 20 bis 40 Grad Celsius, die Durchschnittstemperatur im zentral gelegenen Ort Bububu ist 27,2 Grad Celsius.

## Geschichte
Die Region Unguja Mjini Magharibi bestand bis zum Jahr 2015 aus den zwei Distrikten Magharibi und Mjini, dann wurde der Distrikt Magharibi in die beiden Distrikte Magharibi A im Norden und Magharibi B im Süden getrennt.

## Verwaltungsgliederung
Der Distrikt ist in sechs Wahlkreise (Constituencies) und 12 Wahlkreise (Wards) gegliedert:
| Wahlkreis | Gemeinde |
| --------- | -------- |
| Mtoni     | Mwanyany |
| Mtoni     | Mtoni    |
| Bububu    | Bububu   |
| Bububu    | Dole     |
| Mfenesini | Kihinani |
| Mfenesini | Kama     |
| Mto Pepo  | Munduli  |
| Mto Pepo  | Kidatu   |
| Mwera     | Kianga   |
| Mwera     | Mwera    |
| Welezo    | Mtofaani |
| Welezo    | Welezo   |

Weiters ist Magharibi A in 31 Gemeinden (Shehia) unterteilt:
- Bububu
- Bumbwisudi
- Chemchem
- Chuini
- Dole
- Hawaii
- Kama
- Kianga
- Kibweni
- Kihinani
- Kijichi
- Kikaangoni
- Kizimbani
- Kwa Goa
- Masingini
- Mbuzini
- Michikichini
- Mfenesini
- Mto pepo
- Mtofaani
- Mtoni
- Mtoni ChemChem
- Mtoni Kidatu
- Munduli
- Muembe Mchomeke
- Mwakaje
- Mwanyanya
- Mwera
- Sharifu Msa
- Uholanzi
- Welezo

## Bevölkerung
Von der Volkszählung 2012 bis 2022 stieg die Bevölkerungszahl von 163.740 auf 329.645. Dies entspricht einer jährlichen Zunahme von 7,3 Prozent.
| - Bildung: Im Jahr 2016 gab es im Distrikt 19 Vorschulen, 21 Grundschulen und 14 weiterführende Schulen. Die 42.500 Schüler wurden von 228 Lehrern und 934 Lehrerinnen unterrichtet, sodass auf einen Lehrer 37 Schüler entfielen. Für eine höhere Bildung sorgen eine private Fachhochschule, zwei staatliche Colleges und die Suza Universität. - Gesundheit: Für die medizinische Versorgung der Bevölkerung stehen 21 Gesundheitseinrichtungen zur Verfügung, sieben sind staatlich, drei halbstaatlich, mehr als die Hälfte werden privat betrieben. Daneben bieten 72 traditionelle Heiler ihre Dienste an (Stand 2016). | Hier fehlt eine Grafik, die leider im Moment aus technischen Gründen nicht angezeigt werden kann. Wir arbeiten daran! |

## Wirtschaft und Infrastruktur

### Wirtschaftsbereiche
Wichtig für die Wirtschaft des Distrikts sind Handel, Landwirtschaft, Fischen, Gesteinsabbau, Bauwirtschaft, die Herstellung von Waren und das Gastgewerbe.
- Handel: Mit 3200 registrierten Händlern ist der Handel der wichtigste Wirtschaftszweig der Region (Stand 2015).[10]
- Landwirtschaft: Im Distrikt wurden im Jahr 2015 vor allem Maniok (1264 t), Bananen (884 t), Reis (540 t) und Süßkartoffel (487 t) angebaut.[11]

- Gastgewerbe: Für die Unterbringung von Gästen standen 28 Hotels und Pensionen zur Verfügung (Stand 2016).[12]

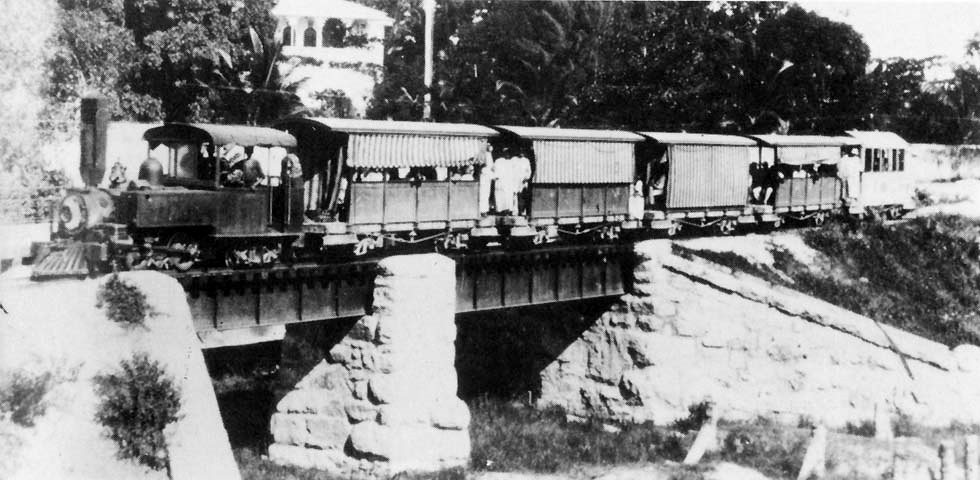
Eisenbahn nach Bububu (ca. 1905)

### Infrastruktur
Der Distrikt ist verkehrsmäßig gut erschlossen. Im Jahr 2015 gab es 100 Kilometer befestigte und 50 Kilometer unbefestigte Straßen. Der Hafen von Sansibar liegt direkt an der südwestlichen Grenze des Distriktes, der entfernteste nördliche Teil des Distriktes ist nur knapp 20 Kilometer vom Flughafen Sansibar entfernt.
Im Jahr 1905 wurde eine Eisenbahnlinie von Stone Town nach Bububu gebaut, sie wurde aber 1930 eingestellt.

### Umweltprobleme
2016 waren achtzehn von den 31 Dörfern im Distrikt von Umweltproblemen betroffen. Dazu zählen Überfischung, Stranderosion durch Sandabbau, Überflutungen, Bauten zu nahe am Strand, Waldzerstörung durch übermäßige Schlägerung und Landschaftszerstörung durch illegale Steinbrüche.

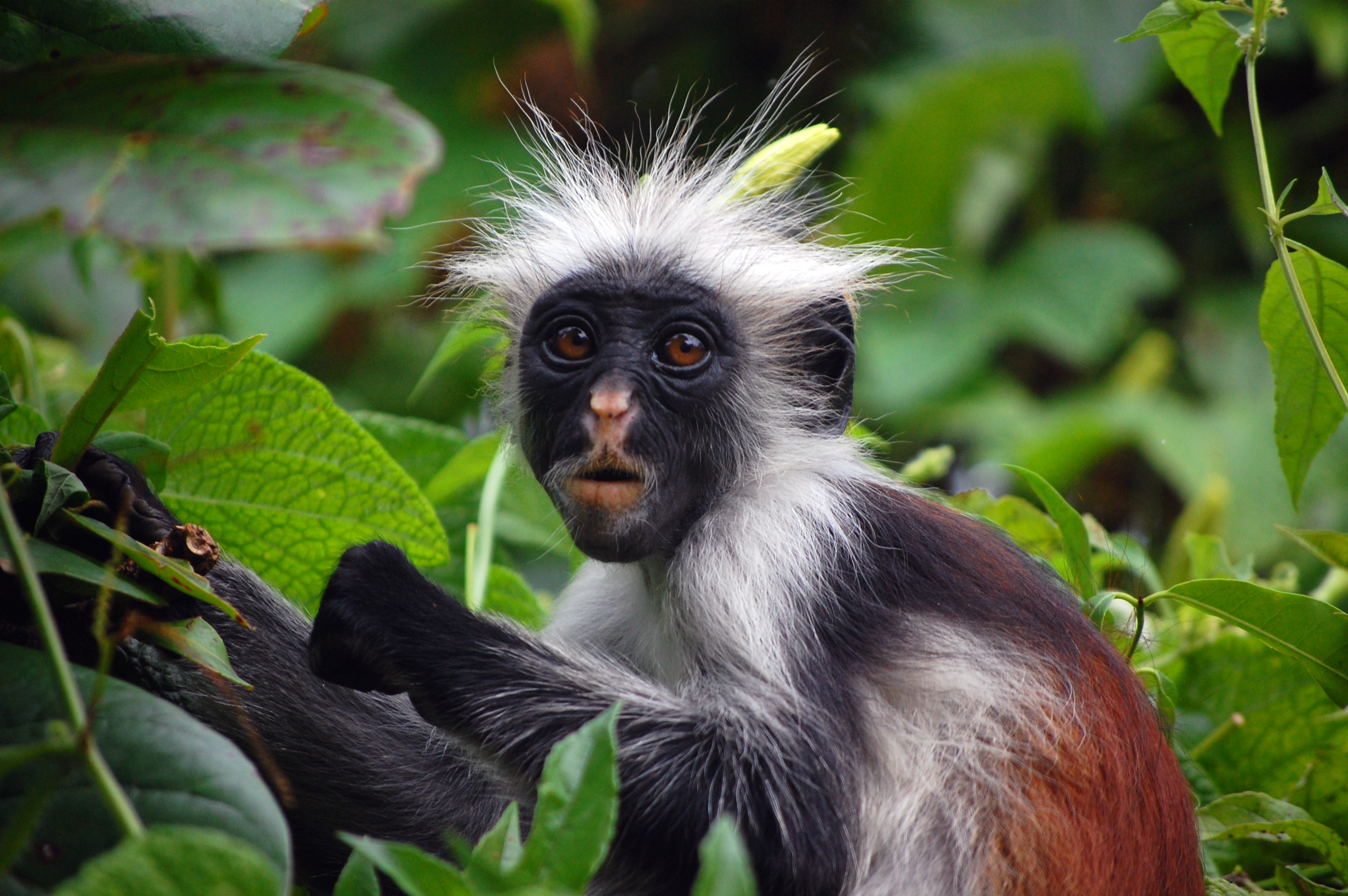
Sansibar-Stummelaffe

## Naturschutzgebiete, Sehenswürdigkeiten
- Masingini Wald: Der 566 Hektar große Wald wurde in den 1950er Jahren zum Naturschutzgebiet erklärt. Er liegt im Zentrum des Distriktes und beinhaltet die mit 120 Metern höchste Erhebung der Insel. Er ist ein wichtiger Grundwasserspeicher für die nur acht Kilometer entfernte Stadt Sansibar und beherbergt fast 200 Pflanzenarten und den endemisch vorkommenden Sansibar Stummelaffen.[18]